# Henry W. Slocum
Henry Warner Slocum (24. september 1827 – 14. april 1894) var en Unionsgeneral under den amerikanske borgerkrig og var senere medlem af repræsentanternes Hus fra New York. Under krigen var han en af de yngste generalmajorer i den amerikanske hær og udkæmpede mange slag både i det østlige operationsområde og i Georgia og Carolinaerne. Der opstod en kontrovers på grund af hans adfærd i slaget ved Gettysburg, hvor han blev beskyldt for ubeslutsomhed og nølende fremrykning på slagmarken, hvilket gav ham øgenavnet "Slow Come".

## Tidlige liv og karriere
Slocum blev født i Delphi, New York, en lille landsby i Onondaga County, New York. Han gik på Cazenovia Seminary og arbejdede som lærer. Han blev optaget på West Point, hvor han klarede sig godt akademisk—væsentlig bedre end sin værelseskammerat Philip Sheridan. Han blev udnævnt til sekondløjtnant i 1st U.S. Artillery den 1. juli 1852. Han gjorde tjeneste i Seminolekrigen i Florida og på Fort Moultrie i Charleston havn. Han giftede sig med Clara Rice i 1854, og blev forefremmet til premierløjtnant den 3. marts 1855. Han trådte ud af hæren den 31. oktober 1856 og bosatte sig i Syracuse, New York.
Slocum havde læst jura mens han kedede sig med garnisonstjeneste i hæren. Han blev optaget i juristsamfundet i 1858 og havde praksis i Syracuse. Han blev valgt til county treasurer og blev valgt til statens parlament i 1859. Samtidig gjorde han tjeneste som artilleriinstruktør i New Yorks milits med rang af oberst.

## Borgerkrigen

### Tidlige opgaver
Ved borgerkrigens udbrud blev Slocum udpeget til oberst for 27th New York Infantry, som var et regiment med to års tjenestetid opstillet i Elmira, New York. Han førte regimentet i generalmajor David Hunter's division i det Første slag ved Bull Run, hvor hans regiment havde 130 døde og sårede, og han blev såret i låret. I august 1861 blev han udpeget til brigadegeneral i den frivillige hær og ledede 2nd Brigade i generalmajor William B. Franklin's 1st Division, I Korps under Peninsula kampagnen og 1st Division, VI Korps i Syv dages slaget, hvor han udmærkede sig i Slaget ved Gaines' Mill.
Den 25. juli 1862 blev Slocum forfremmet til generalmajor i den frivillige hær med rang fra 4. juli, den næstyngste mand i hæren der opnåede denne rang. Stadig med kommando over 1st Division, dækkede han generalmajor John Popes tilbagetrækning efter det Andet slag ved Bull Run. Ved Crampton's Gap under Slaget ved South Mountain valgte han og hans underordnede officerer at underkende deres ubeslutsomme korpschef generalmajor William B. Franklin, og angreb fjenden bag en stenmur og jog ham på flugt. Den 20. oktober 1862 overtog han kommandoen over XII Korps efter at dets leder generalmajor Joseph K. Mansfield blev dræbt i Slaget ved Antietam, et slag hvor Slocum's division blev holdt i reserve. Han førte korpset i Slaget ved Fredericksburg (hvor han heldigvis ankom for sent til for alvor at komme i kamp i denne katastrofe for Unionen) og i Slaget ved Chancellorsville, hvor han havde kommandoen over højre fløj, som omfattede sit eget korps og dem under generalmajorerne George G. Meade og Oliver O. Howard, en styrke på 46.000 mand. Slocum udførte sine opgaver godt og manøvrerede sin fløj ind bag General Robert E. Lee's hær, blot for at blive standset for tidligt af Army of the Potomac's chef generalmajor Joseph Hooker. Han kritiserede offentligt Hooker efter slaget og var en af den gruppe af generaler, som forsøgte at få ham fjernet.
Slocum var kendt som en officer der ikke var frembrusende, men derimod overordentlig forsigtig og efter-bogen. I sommeren 1863 var han forholdsvis ung – 36 år – til at være generalmajor, men han havde en facon som var tillidsvækkende. Da Hooker blev gået som chef for Army of the Potomac, var det Slocum, som var den rangældste general i hæren, der stod for tur. Han blev imidlertid ikke overvejet seriøst og han var indforstået med at tjene under Meade.

### Gettysburg
I Slaget ved Gettysburg fik Slocum nogen kritik for hans korps langsomme march til slagmarken, hvilket gav ham øgenavnet "Slow Come". XII Korps stoppede ved Two Taverns på Baltimore Pike, ca. 8 km sydøst for slagmarken om formiddagen den 1. juli 1863. Mellem 13.30 og 14 fik han en hastemeddelelse fra generalmajor Howard som bad om øjeblikkelig forstærkning ved Gettysburg. Slocum hævdede senere, at han ikke havde været klar over at slaget var begyndt, muligvis på grund af en akustisk skygge som følge af de mellemliggende bakker. Officerer på hans stab rapporterede at kl. 13 havde de hørt lyden af kanoner, stadig voksende musketild og kunne se røgen højt over bakkerne og eksplosionen af granater. Uanset hvad, så var modtagelsen af meddelelsen fra general Howard et klart bevis og uden forbindelse med den akustiske situation.
Historikeren Larry Tagg hævder at Slocum "brugte hele eftermiddagen på at vakle – han bragte hverken sit korps frem eller fortsatte selv til slagmarken for at overtage kommandoen som rangældste". Nogle historikere har forklaret Slocums manglende beslutsomhed ved at citere the "Pipe Creek Circular", som var Meade's plan for en defensiv linje i Maryland, hvor der stod at Slocum skulle stoppe ved Two Taverns og tro at Meade ønskede at undgå et stort slag ved Gettysburg. Imidlertid står der i Meades supplerende ordre til Slocum, som placerede V Korps og XII under hans kommando at enhver tilbagetrækning skal besluttes af generalmajor John F. Reynolds i Gettysburg. (Reynolds var blevet dræbt tidligere på dagen, men det vidste Slocum ikke. Handlingerne i Gettysburg gjorde ethvert alternativ i "Pipe Creek Circular" irrelevant.)
Først efter tre yderligere anfordringer om støtte kom der gang i Slocum. Kaptajn Daniel Hall, som kom med en meddelelse afsendt kl. 15 af general Howard betegnede Slocums reaktion på Howards anmodninger som "alt andet end ærefuld, soldatermæssig eller patriotisk". Nogle som har studeret slaget tror at Slocum kunne havde undgået at XI korps var blevet slået på flugt, hvis han var ankommet inden kl. 18 den 1. juli og havde rykket begge sine divisioner ud ad Baltimore Pike som forstærkning. Historikeren Edwin Coddington, som ellers var kritisk overfor Slocums langsomme reaktion, mente dog at det var højest tvivlsomt om de kunne være gået i stilling udenfor byen i tide til at igangsætte et modangreb til støtte for det retirerende XI Korps.
Som den rangældste general på slagmarken kommanderede Slocum hæren i omkring 6 timer efter kampene den dag, indtil Meade ankom efter midnat. Meade planlagde et angreb fra Power's Hill området ind i Sydstatshærens venstre flanke. Angrebet skulle ledes af Slocum den følgende dag og gøre brug af V og XII Korps som hærens højre fløj. Slocum afslog forslaget, idet han hævdede at terrænet var for vanskeligt til et angreb, men han fortsatte med at se sig selv som leder af højre fløj i resten af slaget og overlod midlertidigt kommandoen over XII til brigadegeneral Alpheus S. Williams.
Da Meade beordrede Slocum til at sende hele XII Korps til hjælp for forsvaret mod generalløjtnant James Longstreet's angreb på Unionens venstre flanke den 2. juli, anbefalede Slocum klogt at en brigade skulle blive tilbage i position på Culp's Hill. Denne brigade under Brigadegeneral George S. Greene, holdt stand mod et massivt Sydstatsangreb og holdt fast i den for Unionen så vigtige bakke.

### Vestlige operationsområde
Efter Gettysburg blev XI og XII Korps sendt til Tennessee i det vestlige operationsområde, under kommando af Joseph Hooker. Da Slocum opdagede, at han skulle til at gøre tjeneste under Hooker, sendte han to afskedsansøgninger til præsident Abraham Lincoln hvor han gav udtryk for sin lave vurdering af Hooker både som officer og gentleman. Lincoln afslog ansøgningerne og forsikrede Slocum om at han ikke ville komme til at gøre tjeneste under Hooker. Et kompromis blev indgået hvorved en division under Slocum ville få til opgave at beskytte jernbanen mellem Nashville og Chattanooga mens den anden division var direkte underlagt Hooker. I sommeren 1864 kommanderede Slocum militærdistriktet Vicksburg og XVII Korps i Militærområdet Tennessee.
Da generalmajor James B. McPherson blev dræbt i kamp under Atlanta kampagnen, blev der en plads ledig som chef for Army of the Tennessee, og da Hooker ikke fik den, trak han sig ud af hæren. Generalmajor William T. Sherman valgte Slocum til at kommandere det nye XX Korps (som bestod af resterene af XI og XII Korps). Slocum's tidligere XII Korps mænd fejrede deres tidligere chefs tilbagekomst. Da Atlanta faldt til Sherman den 2. september 1864 var Slocum's korps det første som gik ind i byen.
Ved begyndelsen af Franklin-Nashville kampagnen, efterlod Sherman Slocum og 12.000 tropper i Atlanta mens Sherman forfulgte sydstaternes generalløjtnant John Bell Hood og hans hær. Sherman gjorde senere Slocum til chef for den nyoprettede Army of Georgia, som bestod af XX Korps og XIV Korps fra Army of the Cumberland, som fungerede som venstre fløj i Shermans march til havet og Carolina kampagnen. Den anden fløj, som bestod af XV og XVII Korps fra Army of the Tennessee var under kommando af Oliver O. Howard. Da de nåede Savannah, anbefalede Slocum Sherman at sydstatshæren under general William J. Hardee's, hvis eneste flugtrute var nordpå over en dæmning skulle afskæres, men det afslog Sherman, og Hardee undslap, hvilket gav ham mulighed for at kæmpe ingen i Slaget ved Bentonville.
Under Carolina kampagnen, var Slocum's hær stærkt involveret i Slaget ved Averasborough og Slaget ved Bentonville, hvor Slocum med held afslo et overraskelsesangreb fra general Joseph E. Johnston. Efter sydstatshærens overgivelse kommanderede Slocum militærdistriktet Mississippi indtil han trak sig tilbage fra hæren den 28. september 1865.

## Liv efter krigen
Slocum var opstillet dom Demokraternes kandidat for posten som Secretary of State i staten New York,men blev slået af en anden general fra Gettysburg Francis C. Barlow. Efter igen at være startet på at være advokat og efter at have afslået et tilbud om at vende tilbage til hæren som oberst blev han valgt som Demokrat til Kongressen, hvor han sad fra 4. marts 1869 – 3. marts 1873). Slocum arbejde i kongressen for rehabilitering af Generalmajor Fitz John Porter som var blevet stillet for en krigsret efter det Andet slag ved Bull Run. Han genopstillede ikke i 872. I stedet genoptog han sin advokatpraksi i Syracuse. Han blev udpeget til leder af byens værker i Brooklyn, New York i 1876 og deltog i mange offentlige projekter lige fra trafik på landjorden til bygningen af Brooklyn Bridge, hvor hans navn har en prominent placering på en blonzeplade. Han argumenterede uden held for at passage af broen skulle være gratis. Han blev igen valgt til Kongressen og sad fra 1883 – 1885). Han var præsident for bestyrelsen for New York State Soldiers' and Sailors' Home i Bath, New York, og var medlem af bestyrelsen som fører tilsyn med monumenterne ved Gettysburg.

## Eftermæle
Henry Slocum døde i Brooklyn, New York, og ligger begravet på Green-Wood Cemetery, hvor også general Porter ligger begravet. Dampskibet General Slocum blev opkaldt efter ham. Der var en voldsom brand om bord på skibet i 1904.
Udover dampskibet er også Fort Slocum, som er placeret ved indsejlingen til New Yorks havn ved Long Island Sound, opkaldt efter ham, og han har ligeledes fået en statue på Grand Army Plaza i Brooklyn.